# آلبرتو بینونو
آلبرتو بینونو (اسپانیایی: Alberto Bienvenú‎؛ ۲۳ اکتبر ۱۹۱۶ – ۲۴ ژانویهٔ ۲۰۰۴) بازیکن بسکتبال اهل مکزیک بود. وی در بازی‌های المپیک تابستانی ۱۹۴۸ شرکت کرده‌است.